# Шварц, Карен
Ка́рен Суса́на Шварц Эспино́са (исп. Karen Susana Schwarz Espinoza; Лима, Перу) — победительница национального конкурса красоты Мисс Перу Вселенная, которая представляла страну на конкурсе Мисс Вселенная 2009. Конкурс Мисс Вселенная 2009 состоялся в Нассау, Багамские острова 23 августа 2009. Шварц победила на конкурсе Мисс Перу Вселенная 2009 в Лиме 4 апреля 2009. Она получила корону от предыдущей победительницы Мисс Перу Вселенная 2008 Кароль Кастильо. Шварц также выиграла конкурс «Мисс Фитнес Перу».
Карен стала третьей победительницей конкурса Мисс Амазонас, каждая из которых выиграла также титул Мисс Перу. Кроме Карен, победительницы конкурса Мисс Амазонас побеждали на конкурсе Мисс Перу: Мария Эстер Брамбилла, мисс Перу 1968, и Паола Деллепиани в 1995 году. Карен по происхождению немка. Она любит плавание.
Участвовала в конкурсе вокалистов в 2021 году.